# Nunatak Lyon
I nunatak Lyon sono un gruppo montuoso situato nella Terra di Palmer, in Antartide, e in particolare nell'entroterra della costa di English e della costa di Zumberge. Formato da cinque nunatak, tra cui il Christoph e l'Holtet, la cui cima arriva in tutti i casi a circa 1300 m s.l.m., questo gruppo montuoso dista 56 km dai monti Behrendt, situate più a sud-est.

## Storia
I nunatak Lyon sono stati mappati da membri dello United States Geological Survey grazie a ricognizioni aeree e terrestri effettuati dalla marina militare statunitense tra il 1961 e il 1967, e proprio in loro prossimità, e in particolare di quella del nunatak Grossenbacher, il più meridionale del gruppo, passò la spedizione che compì la traversata della Penisola Antartica nel 1961-62. Essi furono poi così battezzati dal comitato consultivo dei nomi antartici in onore di Owen R. Lyon, ufficiale in comando del corpo ospedaliero della marina statunitense presso la Stazione Eights nel 1965.